# Montchanin
Montchanin [mɔ̃ʃanɛ̃] ist eine französische Gemeinde mit 4982 Einwohnern (Stand: 1. Januar 2022) im Département Saône-et-Loire in der Region Bourgogne-Franche-Comté; sie gehört zum Arrondissement Autun und zum Kanton Blanzy.

## Geografie
Montchanin liegt am Canal du Centre und dem Fluss Bourbince, eingebettet in eine Seenlandschaft. Umgeben wird Montchanin von den Nachbargemeinden Torcy im Norden und Nordwesten, Écuisses im Nordosten, Saint-Laurent-d’Andenay im Osten sowie Saint-Eusèbe im Süden und Südwesten.
Durch die Gemeinde führen die Route nationale 70 und 80. Montchanin ist ein wichtiger Eisenbahnkreuzungspunkt.

## Geschichte
Montchanin wurde 1854 aus Teilen der Nachbargemeinde Saint-Éusebe gebildet und führte bis 1958 den Namen Montchanin-lès-Mines.

### Bevölkerungsentwicklung
| Jahr      | 1936 | 1954 | 1962 | 1968 | 1975 | 1982 | 1990 | 1999 | 2006 | 2011 |
| Einwohner | 5247 | 5452 | 6405 | 6408 | 6279 | 6263 | 5960 | 5593 | 5521 | 5388 |

## Verkehr

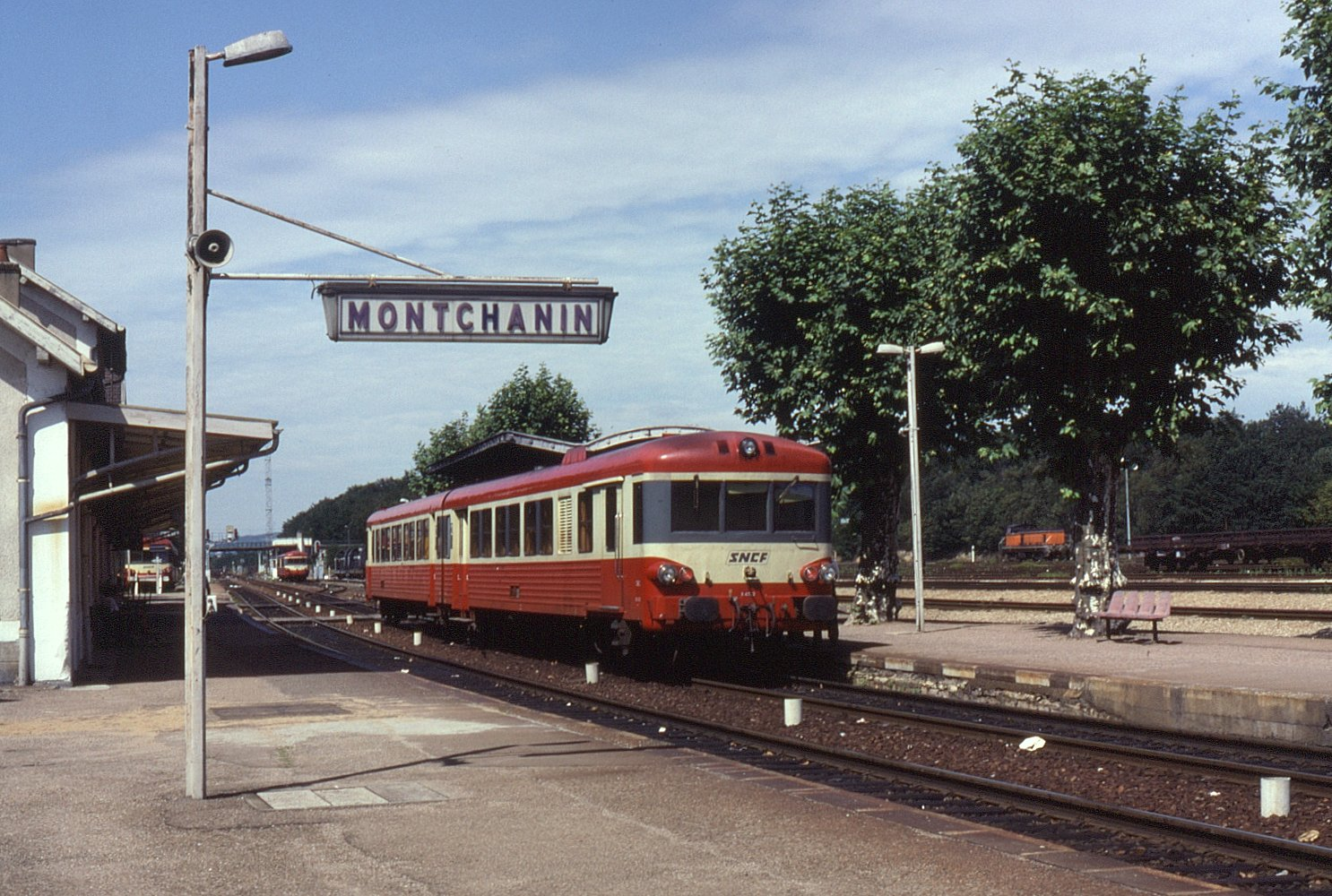
Dieseltriebwagen im Bahnhof (1992)

Der Bahnhof Montchanin liegt an der Bahnstrecke Nevers–Chagny und wird im Regionalverkehr durch TER-Züge bedient. Es ist außerdem Ausgangspunkt einer Bahnstrecke nach Le Coteau und der stillgelegten Bahnstrecke nach Étiveau. In Montchanin befindet sich ein großer Rangierbahnhof.

## Persönlichkeiten
- Léon Gromier (1879–1965), Priester und Rubrizist
- Jean Mattéoli (1922–2008), Politiker

## Gemeindepartnerschaften
- Wirges, Rheinland-Pfalz, Deutschland, seit 1977